# Riofreddo
Riofreddo ist eine Gemeinde in der Metropolitanstadt Rom in der italienischen Region Latium mit 754 Einwohnern (Stand 31. Dezember 2023). Sie liegt 64 km nordöstlich von Rom.

## Geographie
Riofreddo liegt am Ostabhang der Monti Lucretili. Es ist Mitglied der Comunità Montana Valle dell’Aniene.
Die Nachbarorte sind Arsoli, Cineto Romano, Oricola (AQ), Roviano und Vallinfreda.

### Verkehr
Riofreddo liegt direkt an der Autobahn A24, Strada dei Parchi. Allerdings liegt die nächste Ausfahrt Carsoli-Oricola in über 7 km Entfernung.
Der Bahnhof Riofreddo ist stillgelegt, deshalb ist der nächste Bahnhof an der Bahnstrecke Rom–Avezzano Arsoli in drei Kilometer Entfernung.

## Bevölkerungsentwicklung
| Jahr      | 1881 | 1901 | 1921 | 1936 | 1951 | 1971 | 1991 | 2001 |
| --------- | ---- | ---- | ---- | ---- | ---- | ---- | ---- | ---- |
| Einwohner | 1237 | 1065 | 1185 | 949  | 905  | 677  | 713  | 764  |

Quelle: ISTAT

## Politik
Mit der Wahl vom 5. Juni 2016 wurde Giancarlo Palma (Lista Civica: Alla Luce Del Sole) zum Bürgermeister gewählt.